# نی (مریوان)
نی (مریوان)، روستایی از توابع بخش مرکزی شهرستان مریوان در استان کردستان ایران است.
کوچر بیرکار ریاضی‌دان برنده مدال فیلدز زاده این روستا است.

## جمعیت
این روستا در دهستان زریوار قرار دارد و براساس سرشماری مرکز آمار ایران در سال ۱۳۸۵، جمعیت آن ۲٬۴۳۷ نفر (۵۲۷خانوار) بوده‌است.